# Kuban-Stadion
Das Kuban-Stadion (russisch Кубань (стадион)) ist ein Fußballstadion mit Leichtathletikanlage in der russischen Stadt Krasnodar. Die Spielstätte bietet 31.654 Sitzplätze. Der FK Kuban Krasnodar war von 1961 bis 2018 die Heimmannschaft im Kuban. Im Mai 2018 wurde der Verein wegen Konkurs aufgelöst. Noch im Jahr 2018 gründete sich ein neuer Verein, der FK Uroschai Krasnodar. 2020 wurde er wieder in FK Kuban Krasnodar umbenannt. Von 2009 bis zum Umzug 2016 in das Krasnodar-Stadion nutzte auch der FK Krasnodar die Anlage.

## Geschichte
Das Kuban wurde auf einem Brachland in der Nähe des Flusses Karasun als Leichtathletikstadion erbaut und am 30. Oktober 1960 offiziell eröffnet. Am 14. Mai 1961 fand mit dem Meisterschaftsspiel Spartak Krasnodar gegen Spartak Stawropol das erste Fußballspiel im Stadion statt. Zu dieser Zeit hatte es eine Kapazität von 20.000 Zuschauern, wobei alle Plätze Stehplätze waren, welche jedoch im Jahr 2001 mit dem Umbau der Stehplätze auf der Haupt- und Gegentribüne zu Sitzplätzen sowie dem Bau zweier zusätzlicher Ränge jeweils über den bestehenden Ränge der Haupt- sowie der Gegentribüne auf 36.800 anstieg. Mit der Renovierung wurden Flutlichtmasten mit 1.850 Lux Beleuchtungsstärke, 50 V.I.P.-Plätze, 510 Business-Sitze und 35 Journalistenplätze eingerichtet.
Durch diese Renovierung wurde das Kuban eines der modernsten Stadien Russlands, auch wenn das Stadion unüberdacht ist. Die offizielle Kapazität des Kuban betrug jedoch nicht 36.800, sondern 28.800, wobei alle Plätze Sitzplätze waren, da die beiden Stehtribünen hinter den Toren, die nicht renoviert wurden, nicht mehr genutzt wurden und somit 8.000 Plätze wegfielen.
Für die Fußball-Weltmeisterschaft 2018 war der Bau eines neuen Stadions mit 45.000 Sitzplätzen geplant. Krasnodar wurde aber neben Jaroslawl von der vorläufigen Liste der WM-Spielorte gestrichen.